# Лобелиевые
Лобелиевые (лат. Lobelioideae) — подсемейство цветковых растений семейства Колокольчиковые (Campanulaceae). Содержит 32 рода и около 1200 видов. Наиболее крупные роды — Lobelia (лобелия), Siphocampylus, Centropogon, Burmeistera, Cyanea.

## Ботаническое описание

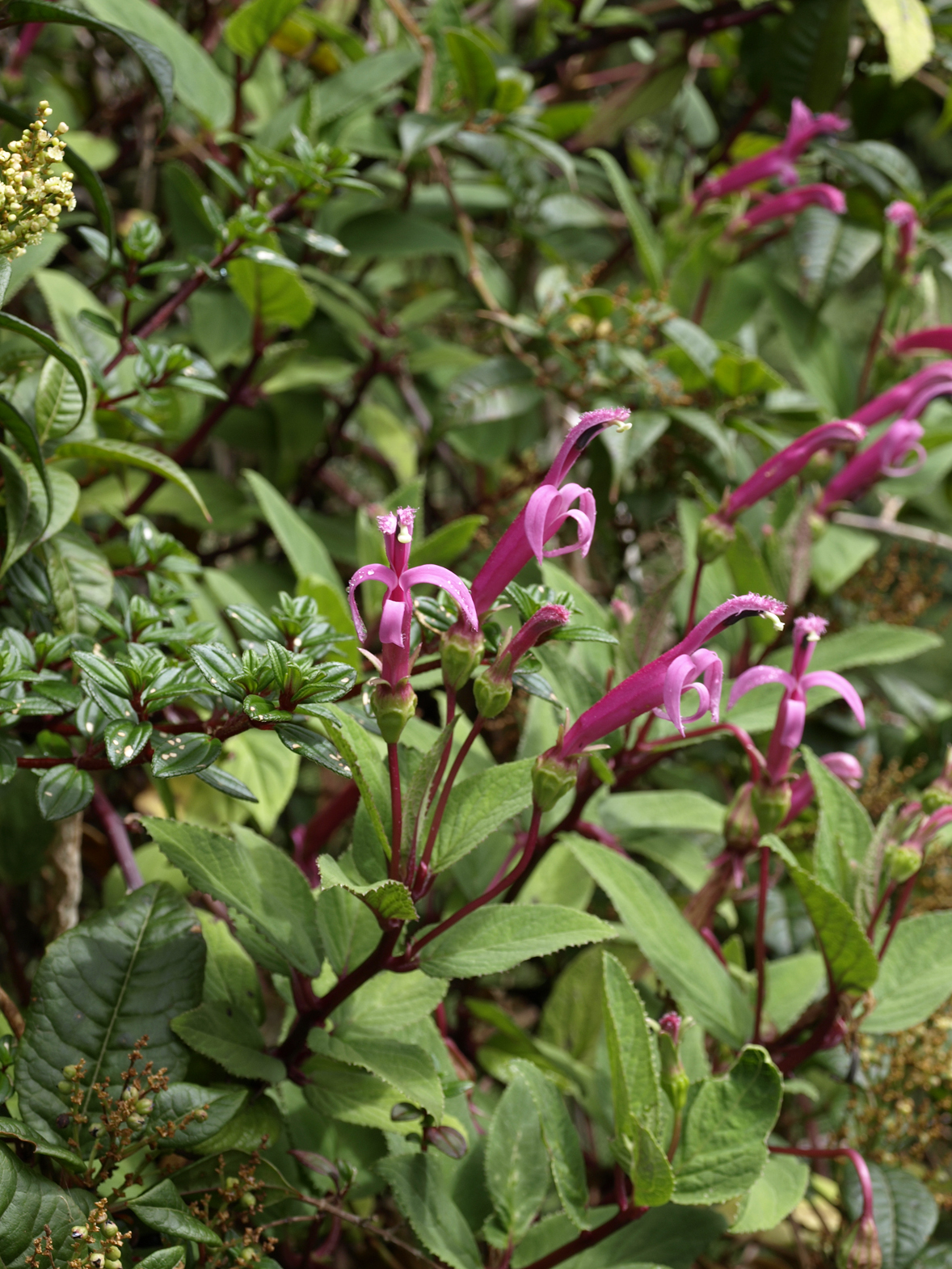
Centropogon talamancensis

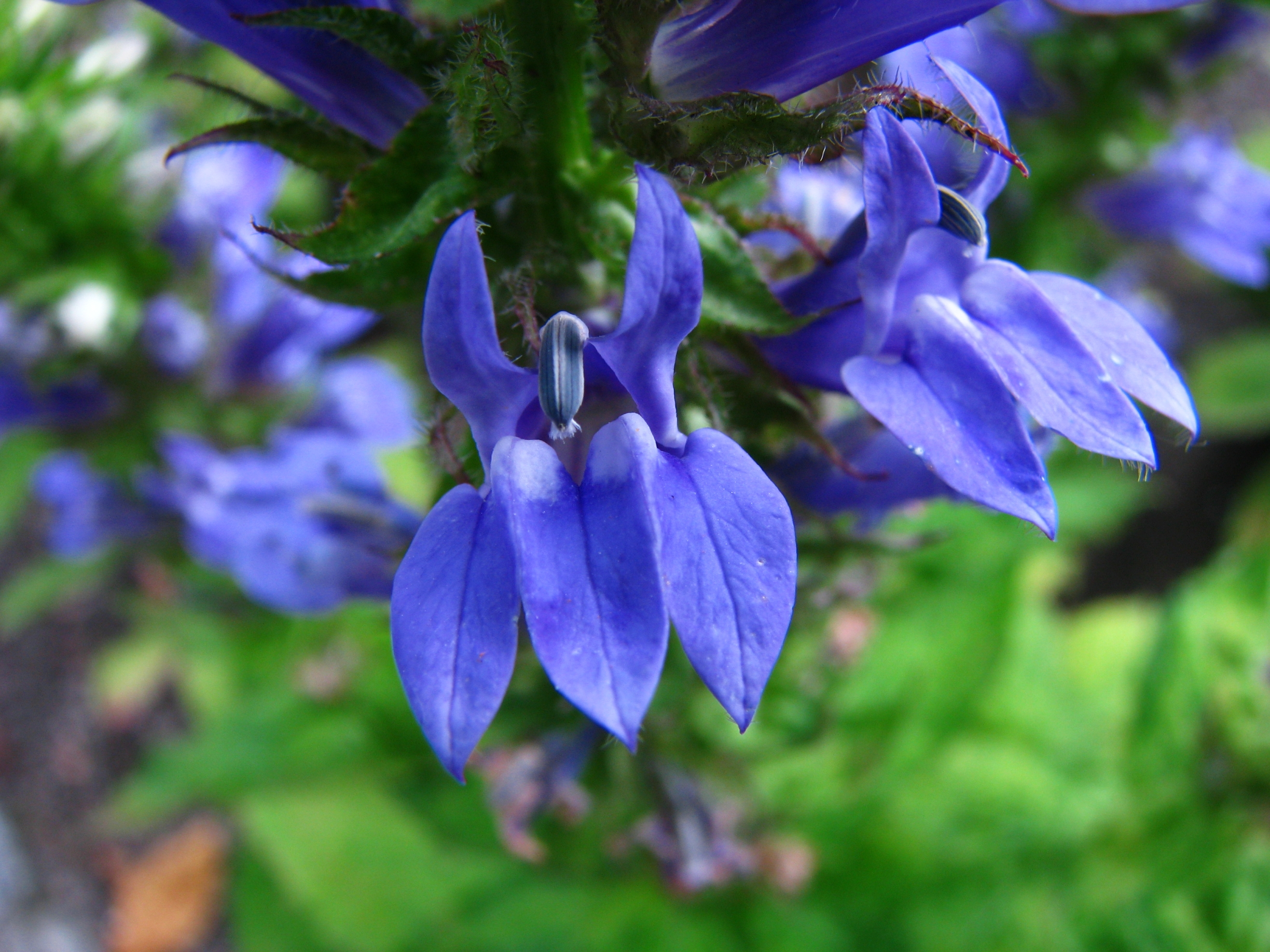
Lobelia siphilitica

Лобелиевые — многолетники, реже однолетники, жизненная форма которых варьирует от травянистых растений до небольших деревьев. Листья простые, очерёдные. Растения имеют млечный сок. Цветки асимметричные, с пятью лопастями и тычинками. Трубчатый венчик открывается наружу двумя лопастями сверху и тремя снизу, и тычинки также объединяются в одну общую трубку.

## Ареал
Большая часть видов имеет тропическое распространение, однако в общем подсемейство представлено во всех частях света, кроме арктических регионов, Центральной Азии и Ближнего Востока.

## Статус таксона
Ранее лобелиевые рассматривались в ранге отдельного семейства Lobeliaceae, однако в настоящее время их считают подсемейством семейства Колокольчиковые.

## Роды
- Apetahia Baill.
- Brighamia A.Gray
- Burmeistera H.Karst. & Triana
- Calcaratolobelia Wilbur
- Centropogon C.Presl
- Clermontia Gaudich.
- Cyanea Gaudich.
- Delissea Gaudich.
- Dialypetalum Benth.
- Diastatea Scheidw.
- Dielsantha E.Wimm.
- Downingia Torr.
- Grammatotheca C.Presl
- Heterotoma Zucc.
- Hippobroma G.Don
- Howellia A.Gray
- Hypsela C.Presl
- Isotoma (R.Br.) Lindl.
- Legenere McVaugh
- Lobelia L. — Лобелия
- Lysipomia Kunth
- Monopsis Salisb.
- Palmerella A.Gray
- Porterella Torr.
- Pratia Gaudich.
- Ruthiella Steenis
- Sclerotheca A.DC. — Склеротека
- Siphocampylus Pohl
- Solenopsis C.Presl — Соленопсис
- Trematolobelia Zahlbr. ex Rock
- Trimeris C.Presl
- Unigenes E.Wimm.

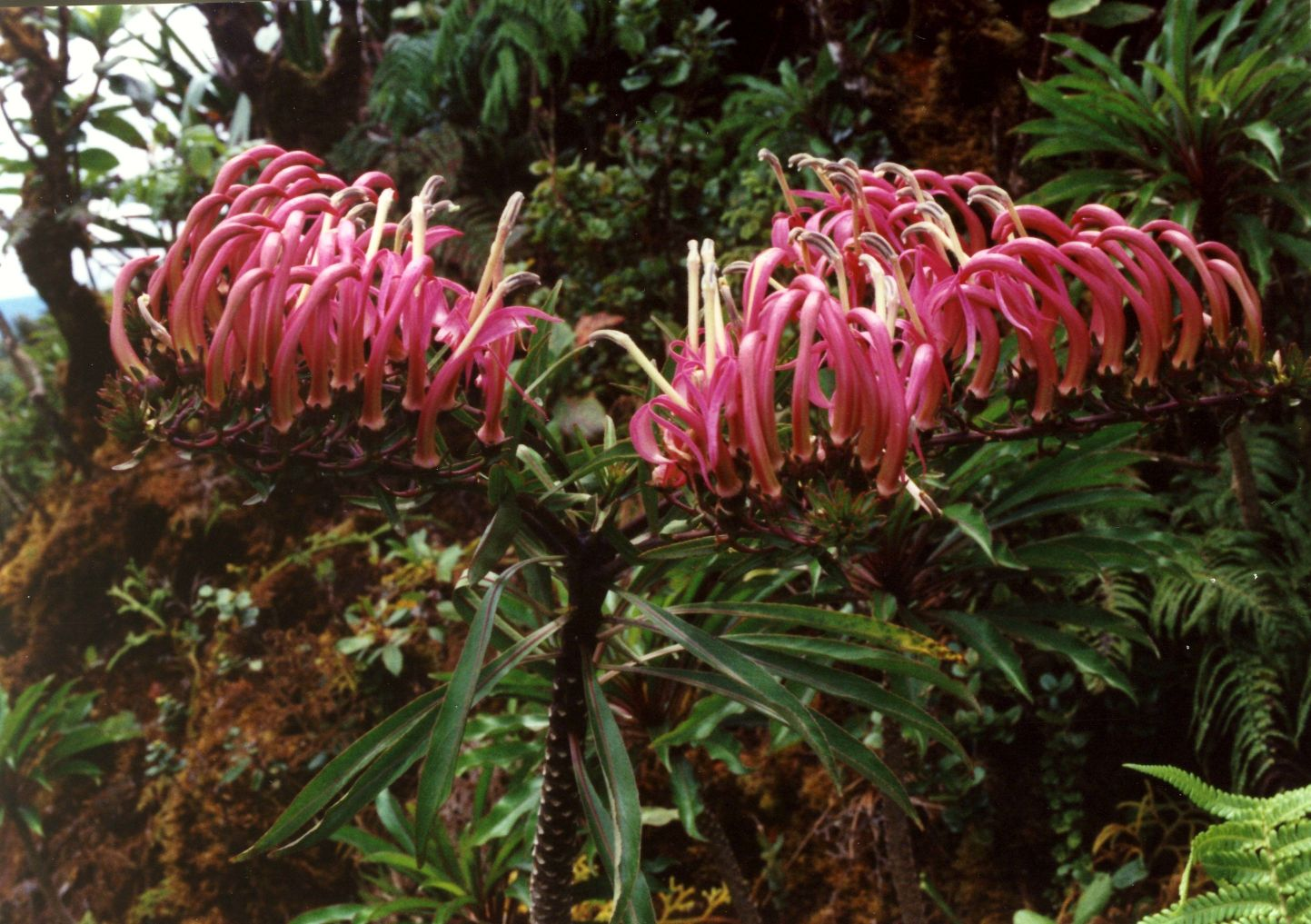
Trematolobelia macrostachys
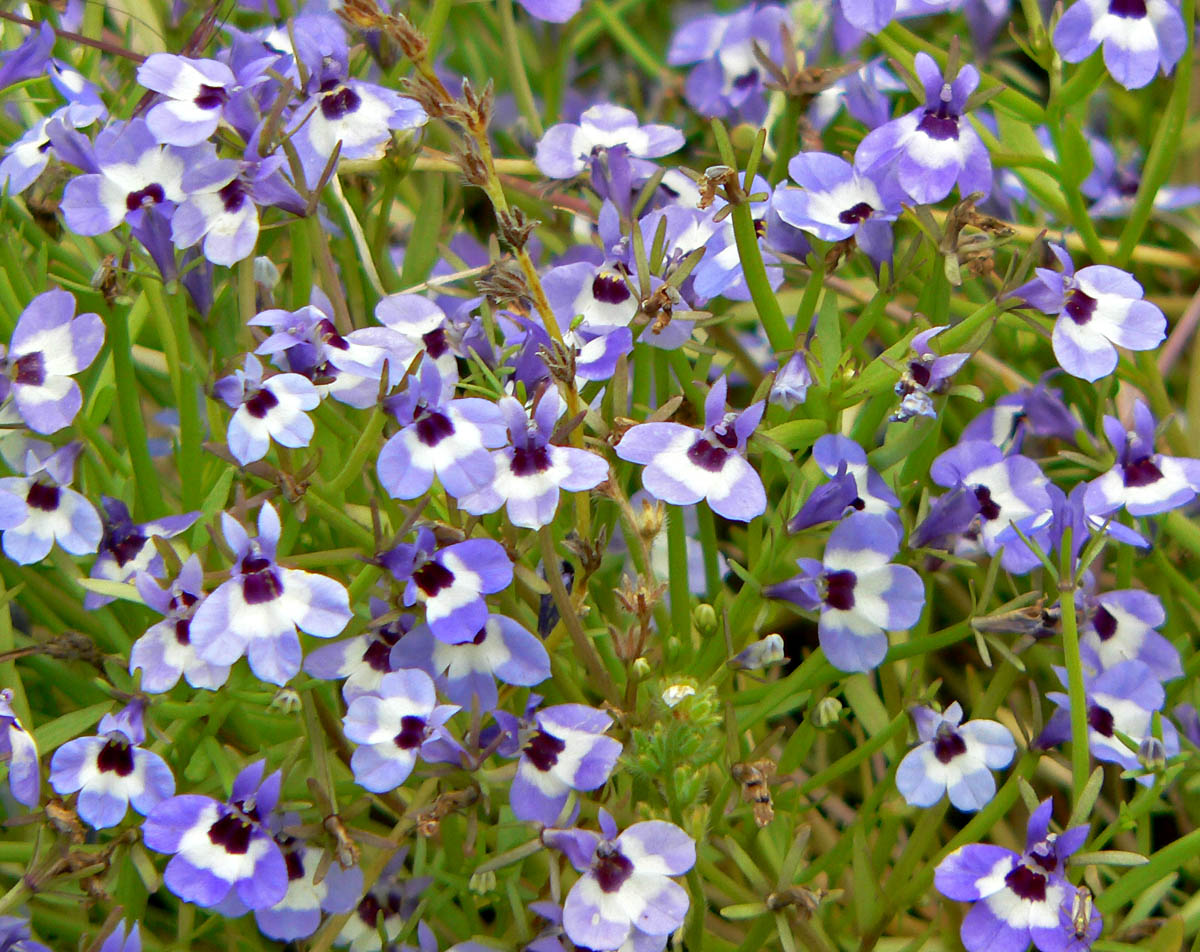
Downingia concolor
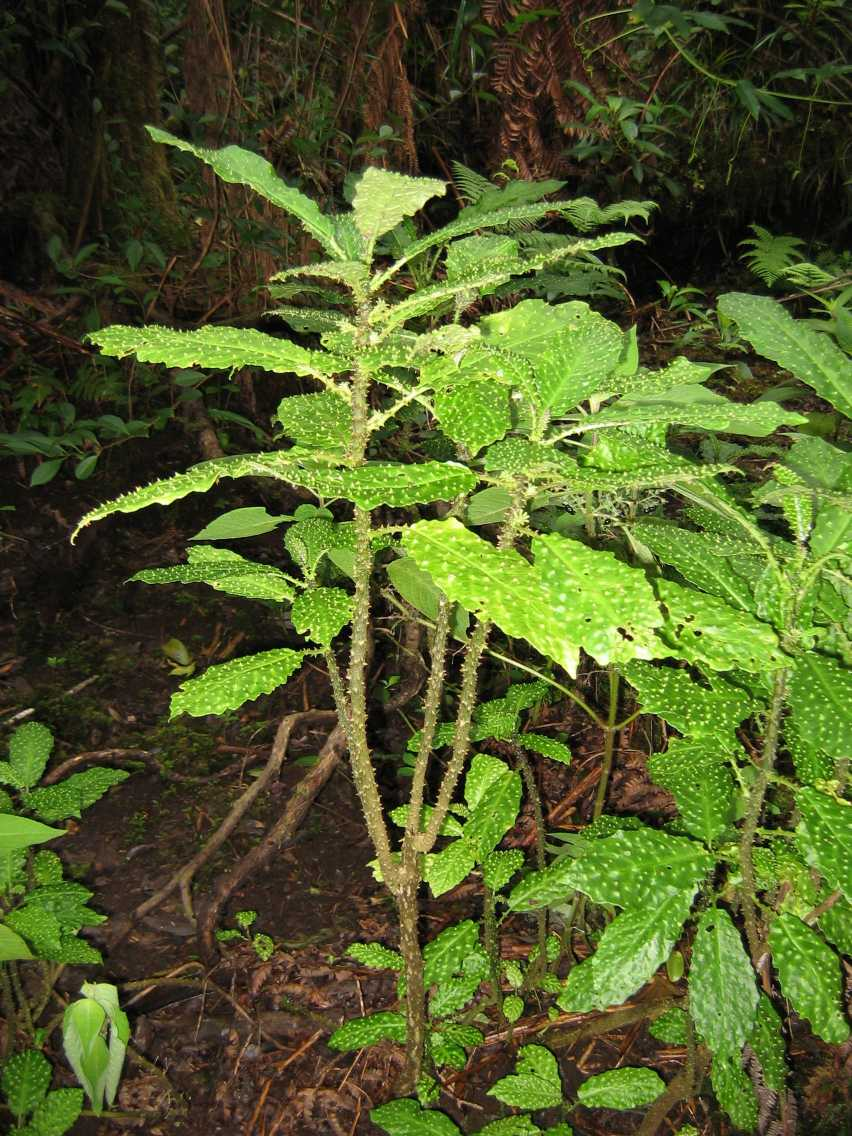
Cyanea platyphylla
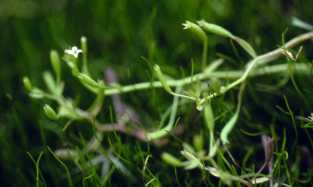
Legenere limosa
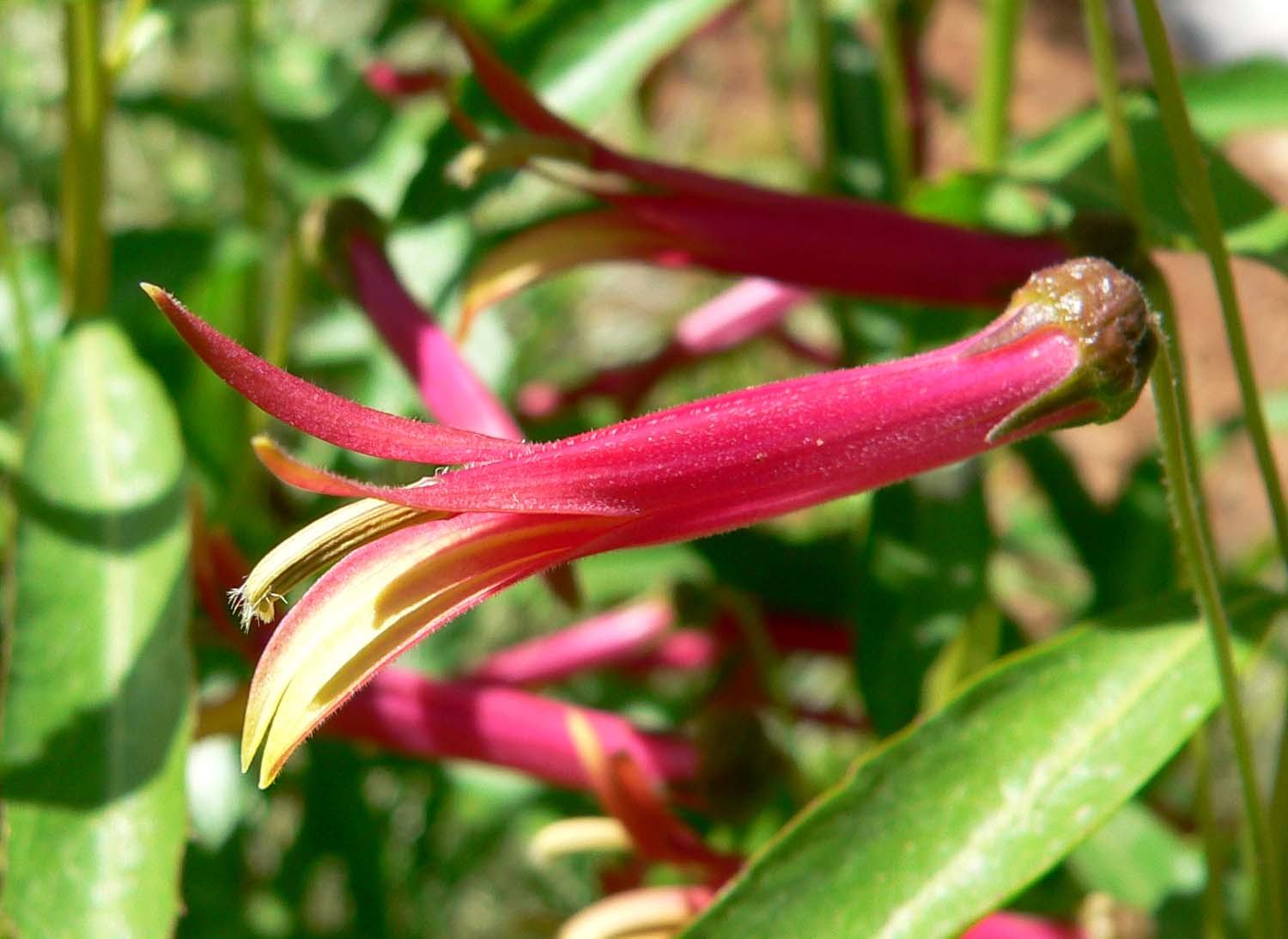
Lobelia laxiflora